# LetUsTalk
#LetUsTalk (persisch بگذارید حرف بزنیم#) ist eine Kampagne gegen Unterdrückung von Kritik am islamischen Recht und insbesondere der Kritik gegen den Hidschāb im Westen durch Vorwürfe der Islamfeindlichkeit. Diese Kampagne begann, als ein von Emil Sherif – eines kanadischen Kinderchirurgen – verfasster und in CAMJ veröffentlichter Brief, in dem er die Förderung des Hidschāb als Symbol der Vielfalt kritisiert, aufgrund der Anschuldigungen der Islamophobie zurückgezogen wurde. Viele Frauen aus dem Mittleren Osten, einschließlich Iranerinnen und Afghaninnen, haben ihre gelebten Erfahrungen und Geschichten über die Unterdrückung durch das islamische Gesetz unter Verwendung dieses Hashtags geteilt. Die Kampagne verteidigt das Recht auf Islamkritik und protestiert gegen die wirkliche oder vermeintliche Zensur solcher Kritik.

## Ursprung
Das Canadian Medical Association Journal (CMAJ) hatte ein Foto von zwei kleinen Mädchen im Kitaalter veröffentlicht, eines von ihnen war schwarz und das andere trug ein Kopftuch. Emil Sherif, ein Kinderchirurg, hat einen Brief an die Zeitschrift geschrieben, in dem es heißt:

„bitte benutze kein Instrument der Unterdrückung als Symbol für Vielfalt und Integration […] Es ist „liberal (freiheitlich)“ geworden, den Hidschab als Symbol für Gerechtigkeit, Vielfalt und Integration zu betrachten. […] Aber diese Ansicht ändert nichts an der Tatsache, dass der Hidschab, der Niqab und die Burka auch Instrumente der Unterdrückung für Millionen von Mädchen und Frauen auf der ganzen Welt sind, denen es nicht erlaubt ist, eine Wahl zu treffen.“

Der National Council of Canadian Muslims (NCCM) reagierte auf Sherifs Brief, indem NCCM ihn als islamfeindlich bezeichnete, und forderte seine sofortige Rücknahme. Der Brief wurde zurückgezogen und der Herausgeber von CMAJ entschuldigte sich für die Veröffentlichung eines „falschen, verletzenden und beleidigenden“ Briefes.
Diese Geschichte hat auf dem persischsprachigen Twitter verschiedene Reaktionen hervorgerufen. Masih Alinejad veröffentlichte einen Tweet und sagte, dass im Westen der Kritik am Islam mit dem Vorwurf der Islamophobie zum Schweigen gebracht werde.

„Im Iran wurde mir gesagt, wenn ich keinen Hidschab trage, werde ich aus der Schule geworfen, ich werde eingesperrt, ausgepeitscht, verprügelt und aus meinem Land geworfen. Im Westen wird mir gesagt, dass die Erzählung meiner Geschichte Islamophobie befördert. Ich bin eine Frau aus dem Nahen Osten und habe Angst vor der islamischen Ideologie. Lass uns reden.“

## Charlie Hebdos Artikel über die Kampagne
Charlie Hebdo veröffentlichte einen Artikel, den Inna Schevchenko verfasste und der die Kampagne unterstützte: „Dies ist das #MeToo der Belästigung durch Kleidung. Die Stimmen von im Westen lebenden oder nicht lebenden Frauen aus dem Nahen Osten, die Hidschab tragen mussten oder noch tragen, werden lauter. Sie behaupten, der islamische Schleier sei kein harmloses triviales Kleidungsstück und noch weniger eine Freiheit für Frauen. In der Hoffnung, von einigen Feministinnen gehört zu werden, die wie ein Mantra wiederholen, dass das Schleiertragen freiwillig gewählt wird.“